# UCI-Kunstrad-Weltcup
Der UCI-Kunstrad-Weltcup ist eine vom Radsport-Weltverband UCI ausgerichtete Serie von Kunstrad-Wettkämpfen, die jährlich an wechselnden Orten in mehreren Ländern stattfindet.

## Geschichte
Der Kunstrad-Weltcup wurde erstmals 2018 ausgerichtet, konzipiert als Serie von vier Läufen pro Jahr, von denen der letzte als Finale bezeichnet wird. Ausgetragen werden dieselben Kunstrad-Wettbewerbe wie bei den Hallenradsport-Weltmeisterschaften: Einer Männer, Einer Frauen, Zweier offene Klasse, Zweier Frauen und Vierer offene Klasse, jeweils in der Kategorie Elite.
Im Vergleich zur sehr langen Geschichte des Kunstradfahrens (Europameisterschaften seit 1928, Weltmeisterschaften seit 1956) ist der Weltcup ein junger Wettbewerb. Er kam durch die Initiative Indoor Cycling Worldwide (ICWW) zustande, die sich die Förderung des Hallenradsports und dessen Ausbreitung über die traditionellen Kernländer hinaus zum Ziel gesetzt hat. Die Schaffung eines Weltcups, für dessen Organisation die ICWW im Namen der UCI verantwortlich ist, wurde anlässlich der Hallenradsport-Weltmeisterschaften 2016 beschlossen.
Die dritte und vierte Saison des Weltcups wurden durch die Corona-Pandemie erheblich gestört. 2020 fand nur die erste Runde im Februar noch statt, die übrigen Runden wurden abgesagt. Die ICWW führt für 2020 die Ergebnisse der ersten Runde als Endergebnis. Auch 2021 und 2022 gab es pandemie-bedingte Absagen, allerdings konnten meist alternative Veranstaltungsorte gefunden werden. Seit 2023 läuft der Weltcup wieder unter normalen Bedingungen.

## Modus
Die Modalitäten des Weltcups sind in Abschnitt 8.6 des UCI-Regelwerks definiert. In den ersten drei Runden richtet sich die Zahl der Teilnehmer in jedem Wettbewerb nach der Nationen-Weltrangliste: Die ersten drei Verbände dürfen je drei Teilnehmer entsenden, die viert- und fünftplatzierten Verbände je zwei, alle anderen je einen. Im Vierer dürfen die ersten drei Verbände je zwei Mannschaften stellen, die übrigen eine. Für das Weltcup-Ranking werden je nach Platzierung folgende Punktzahlen vergeben:
| Platz  | 1   | 2  | 3  | … | 10 | … | 24 | … | 30 |
| Punkte | 100 | 80 | 70 | … | 35 | … | 7  | … | 1  |

Die vierte und letzte Runde des Weltcups wird Finale genannt. Dort dürfen nur die zehn Besten aus den vorherigen Runden antreten, und die Punkte im Finale zählen doppelt. Es handelt sich also um eine Weltcup-Runde mit speziellem Gewicht, der Sieger des Finals ist aber nicht automatisch auch Sieger der Gesamtwertung.
Die Führenden nach jeder Weltcup-Runde erhalten ein spezielles Trikot verliehen, das bei der folgenden Runde zu tragen ist. Das Regenbogentrikot des Weltmeisters genießt jedoch Vorrang.

## Statistiken
Bis einschließlich 2024 gab es 7 Austragungen des Weltcups mit insgesamt 24 Läufen. Die Läufe fanden mit zwei Ausnahmen (Hongkong 2018, 2024) in Europa statt, die zu Beginn angedachten Visiten in Asien und Nordamerika ließen sich vor allem aufgrund der Corona-Pandemie noch nicht regelmäßig verwirklichen.
Die beteiligten Sportler kamen ausweislich ihrer Vereinszugehörigkeit bislang allesamt aus Mitteleuropa (Belgien, Deutschland, Frankreich, Niederlande, Österreich, Schweiz, Slowakei, Tschechien, Ukraine, Ungarn) und Ostasien (Hongkong, Japan, Macau, Malaysia). Einzelne unter ihnen traten jedoch auch für die Verbände Afghanistans, Bulgariens, Griechenlands, Großbritanniens, Italiens, Luxemburgs, Perus, Spaniens, der Türkei und der Vereinigten Staaten an.
In den Einer-Wettbewerben von Frauen und Männern traten (außer in den Corona-Jahren) jeweils etwa 20 Teilnehmer an. Beim Frauen-Zweier gab es 2022 erstmals mehr als 10 Paare, im offenen Zweier erstmals 2024. Im Vierer blieb die Zahl der Mannschaften bislang einstellig.
Den Sieg trugen bislang fast ausschließlich deutsche Fahrer und Fahrerinnen davon. Einzig im Vierer besteht regelmäßig eine Konkurrenz zwischen Deutschland und der Schweiz.

## Gesamtsieger

### Einer Männer
| Jahr | Erster     | Zweiter         | Dritter            |
| ---- | ---------- | --------------- | ------------------ |
| 2018 | Lukas Kohl | Martin Schön    | Marcel Jüngling    |
| 2019 | Lukas Kohl | Marcel Jüngling | Lukas Burri        |
| 2020 | Lukas Kohl | Marcel Jüngling | Lukas Burri        |
| 2021 | Lukas Kohl | Marcel Jüngling | Max Maute          |
| 2022 | Lukas Kohl | Marcel Jüngling | Max Maute          |
| 2023 | Lukas Kohl | Emilio Arellano | Philipp-Thies Rapp |
| 2024 | Lukas Kohl | Simon Köcher    | Philipp-Thies Rapp |

### Einer Frauen
| Jahr | Erste          | Zweite          | Dritte           |
| ---- | -------------- | --------------- | ---------------- |
| 2018 | Maren Haase    | Milena Slupina  | Viola Brand      |
| 2019 | Milena Slupina | Viola Brand     | Sina Bäggli      |
| 2020 | Maren Haase    | Milena Slupina  | Lorena Schneider |
| 2021 | Milena Slupina | Mattea Eckstein | Maren Haase      |
| 2022 | Ramona Dandl   | Lara Füller     | Lena Günther     |
| 2023 | Ramona Dandl   | Lara Füller     | Jana Pfann       |
| 2024 | Jana Pfann     | Ramona Dandl    | Lara Füller      |

### Zweier offen
| Jahr | Erste                            | Zweite                             | Dritte                             |
| ---- | -------------------------------- | ---------------------------------- | ---------------------------------- |
| 2018 | Serafin Schefold Max Hanselmann  | Nina Stapf Patrick Tisch           | Lukas Burri Fabienne Hammerschmidt |
| 2019 | Nina Stapf Patrick Tisch         | Lukas Burri Fabienne Hammerschmidt | Marcel Schnetzer Katharina Kühne   |
| 2020 | Serafin Schefold Max Hanselmann  | Nina Stapf Patrick Tisch           | Lukas Burri Fabienne Hammerschmidt |
| 2021 | Serafin Schefold Max Hanselmann  | Nina Stapf Patrick Tisch           | Lea-Victoria Styber Nico Rödiger   |
| 2022 | Lea-Victoria Styber Nico Rödiger | Nina Stapf Patrick Tisch           | Serafin Schefold Max Hanselmann    |
| 2023 | Lea-Victoria Styber Nico Rödiger | Jelle Delporte Lien Pattyn         | Serafin Schefold Max Hanselmann    |
| 2024 | Lea-Victoria Styber Nico Rödiger | Niklas Kreuzmann Celine Stapf      | Serafin Schefold Max Hanselmann    |

### Zweier Frauen
| Jahr | Erste                                | Zweite                             | Dritte                                |
| ---- | ------------------------------------ | ---------------------------------- | ------------------------------------- |
| 2018 | Sophie-Marie Nattmann Caroline Wurth | Helen Vordermeier Selina Marquardt | Irina Christinger Nathalie Steinemann |
| 2019 | Sophie-Marie Nattmann Caroline Wurth | Lena Bringsken Lisa Bringsken      | Helen Vordermeier Selina Marquardt    |
| 2020 | Sophie-Marie Nattmann Caroline Wurth | Rosa Kopf Svenja Bachmann          | Jacqueline Rist Ida-Lena Hofherr      |
| 2021 | Sophie-Marie Wöhrle Caroline Wurth   | Helen Vordermeier Selina Marquardt | Sina Bäggli Julia Hämmerli            |
| 2022 | Helen Vordermeier Selina Marquardt   | Sophie-Marie Wöhrle Caroline Wurth | Sina Bäggli Julia Hämmerli            |
| 2023 | Annice Niedermayer Jessie Hasmüller  | Sina Bäggli Julia Hämmerli         | Larissa Tanner Simona Lucca           |
| 2024 | Annice Niedermayer Jessie Hasmüller  | Henny Kirst Antonia Bärk           | Anna Sárközi Anita Pőhr               |

### Vierer
| Jahr | Erste                                                                                          | Zweite                                                                            | Dritte                                                                                        |
| ---- | ---------------------------------------------------------------------------------------------- | --------------------------------------------------------------------------------- | --------------------------------------------------------------------------------------------- |
| 2018 | RV Sirnach Céline Burlet Jennifer Schmid Melanie Schmid Flavia Zuber                           | SG Erlenbach/Öhringen Anton Köhler Nicole Kerner Fabian Kerner Maike Reinfurth    | VfH Worms Nora Erbenich Sabrina Born Annika Furch Hannah Rohrwick                             |
| 2019 | RSV Steinhöring Ramona Ressel Julia Dörner Annamaria Milo Annalena Vollbrecht                  | RKV Denkendorf Lukas Kayko Roxanne Ludwig Vanessa Wörner Eva Zimmermann           | VC Rheineck / KRF Uzwil Ronja Zünd Fabienne Haas Laura Tarneller Nadine Bissegger             |
| 2020 | RSV Steinhöring Ramona Ressel Julia Dörner Annamaria Milo Annalena Vollbrecht                  | VfH Worms Nora Erbenich Sabrina Born Annika Furch Hannah Rohrwick                 | Kunstrad Baar Vanessa Hotz Stefanie Moos Saskia Grob Elena Fischer                            |
| 2021 | VfH Worms Nora Erbenich Sabrina Born Annika Furch Hannah Rohrwick                              | VC Rheineck / KRF Uzwil Ronja Zünd Fabienne Haas Laura Tarneller Nadine Bissegger | RSV Steinhöring Julia Dörner Michaela Schweiger Katharina Gülich Annamaria Milo Ramona Ressel |
| 2022 | RSV Steinhöring Judith Kania Jasmin Hauke Hanna Kasper Nicole Weichenhain                      | Kunstrad Baar Vanessa Hotz Stefanie Moos Flavia Schürmann Carole Ledergerber      | RV Mainz-Ebersheim Tijem Karatas Annika Rosenbach Stella Rosenbach Milena Schwarz             |
| 2023 | RV Mainz-Ebersheim Tijem Karatas Annika Rosenbach Stella Rosenbach Milena Schwarz              | KRF Uzwil Stefanie Haas Valerie Unternährer Selina Niedermann Sarah Manser        | Kunstrad Baar Vanessa Hotz Stefanie Moos Flavia Schürmann Carole Ledergerber                  |
| 2024 | RV Mainz-Ebersheim Tijem Karatas Svenja Kraus Annika Rosenbach Stella Rosenbach Milena Schwarz | KRF Uzwil Stefanie Haas Valerie Unternährer Selina Niedermann Sarah Manser        | RfV Wiednitz Anna Kathleen Buchwald Nadine Jenchen Charlott Boden Hannah Schulze              |